# 큰눈뱀상어
큰눈뱀상어(Odontaspis noronhai)는 악상어목 치사상어과에 속하는 상어의 일종이다. 매우 희귀한 종이다. 따뜻한 바다의 심해에서 서식한다. 몸길이는 3.7m에 달한다. 같은 속의 치사상어와 비슷하지만 이빨 모양이 다르다. 번식하는 방식은 식란형(食卵型) 난태생으로 추정하고 있다.
1955년 마울(G. E. Maul)이 처음 기재했다. 모식 표본이 된 몸길이 1,710 mm의 암컷 개체는 마데이라 제도 바다의 수심 약 800~1,000 m에서 잡은 것이다. 학명의 종소명 "노론하이"(noronhai)는 푼샬(Funchal) 박물관 관장이었던 노론하(AdolfoCésar de Noronha)의 이름을 따서 지었다.(학명에 인명을 이용하는 경우는 어미에 "-i"를 붙이는 규칙이 있다.)